# Krijn Giezen
Krijn Giezen, (Noordwijk aan Zee, 8 oktober 1939 – Caen, 30 januari 2011) was een Nederlands kunstenaar uit de tweede helft van de twintigste eeuw. Hij begon als assemblagekunstenaar in de jaren 60 en speelde begin jaren 70 een belangrijke rol in de ontwikkeling van land art en conceptuele kunst in Nederland.

## Biografie
Van 1956 tot 1961 studeerde Giezen aan de Koninklijke Academie van Beeldende Kunsten in Den Haag, waar hij eind jaren 70 ook les gaf. Hij ontving in 1957 de Jacob Marisprijs en in 1968 de Prix de la Critique van de Nederlandse kunstcritici (AICA) voor zijn textielinstallaties. In 1978 vertegenwoordigde Giezen tijdens de Biënnale van Venetië Nederland, samen met Douwe Jan Bakker, Sjoerd Buisman en Herman de Vries. In 1981 verbleef hij voor een werkperiode op IJsland, waarna hij aansluitend als artist-in-residence een jaar werkte in New York en zijn 'mail orders' startte. Met de kunstenaar JCJ Vanderheyden maakte hij in 1989 een reis door China, waarvan het reisverslag als Bulkboek verscheen. Giezen verhuisde in 1990 van Nederland naar een kasteel in Magny-en Bessin aan de Normandische kust in Frankrijk.

## Levenshouding en werkwijze
Giezen's werk is gebaseerd op thema's als duurzaamheid, de noodzaak van goed voedsel en het belang van recycling. Objecten en werken in de openbare ruimte stelde hij samen uit ter plaatse gevonden materialen, functioneel zodat ze op hun beurt weer deel konden uitmaken van de dagelijkse omgeving. De anarchistische humor van de kunststroming Fluxus, met nadruk op spel en zelfbedachte regels, lag aan veel van Giezen's acties en objecten ten grondslag. In zijn werk verbond hij het robuuste van de natuur met de inventiviteit van de boer, de visser en de handwerksman. Recepten, handleidingen en uitvindingen werden door Giezen verwerkt in beeldende documentatie. De kunstwerken die hij maakte waren vooral bedoeld om aangeraakt en gebruikt te worden. Tussen 1961 en 1974 stelde hij een groot aantal assemblages samen; collage-achtige wandtapijten uit zeildoek, delen van leren motorpakken, huiden, katrollen, visnetten en touw. Een manier van werken ontleend aan de Spaanse materieschilder Antonio Tàpies en de Zwitserse kunstenaar Daniël Spoerri. Het werk van Giezen is in meerdere museale collecties opgenomen.

## Kunstenaarsboeken, Mail-order catalogus en Print on Demand
Giezen maakte kunstenaarsboeken als publicaties bij een tentoonstelling, maar vaak ook als zelfstandige uitgaven. Ze bevatten documentaire foto’s, werktekeningen en handgeschreven notities. Er staan ontwerpen in voor paardendekens, hondentuigen en bouwsels uit tentdoek. Of foto’s, korte notities en tekeningen van vindingrijke oplossingen en gebruiken die typisch zijn voor diverse beroepsgroepen; een metaalbewerker die een nieuwe vinger van staal voor zichzelf heeft gemaakt, een arts die zijn trapleuning repareert met leukoplast-tape of een slager die een koelkast verplaatst met een stuk spek als glijmiddel. In 2004 heeft Giezen een mailorder catalogus samengesteld voor kunstcentrum Stroom Den Haag dat een informatief beeld van zijn ideeën vanaf midden jaren 70 schetst. Zijn ruimtelijke projecten documenteerde hij samen met zijn vrouw Martina Giezen in de print-on-demand publicatie ‘Haagse Beek en andere projecten’ (Stroom Den Haag, 2000).

## Kunstwerken in de openbare ruimte
In zijn voorstellen voor de openbare ruimte hanteerde Giezen begrippen uit de bouwwereld zoals ‘gebiedseigen materiaal’, ‘beperkt vervoer’, ‘duurzaam bouwen’ en ‘werk met werk maken’. Een voorbeeld daarvan is de slangenmuur die Giezen in 1991 in Rhoon heeft gebouwd. Hij liet het puin van een afgebroken wijk opstapelen in een ijzeren kooi, die meanderend het bedrijventerrein afsluit van het landschappelijk gebied daarachter. Andere landschapsontwerpen tekenden het specifieke karakter van een bepaalde plek. Voorstellen om een gebied op te schonen bleken in de praktijk vaak problematischer dan iets toevoegen.
In Den Haag maakte hij in 1992 een analyse van de Haagse Beek die vanuit de duinen (Kijkduin) via het Vredespaleis ondergronds naar de Hofvijver stroomt. De loop ervan bleek in de afgelopen eeuwen te zijn veranderd, verbouwd en vervuild. Begin 2000 werd Giezen's plan ‘Het zichtbaar maken van de Haagse Beek’, gerealiseerd en de bron in Kijkduin onthuld. Remko Scha, Herman de Vries en Ian Hamilton Finlay maakten op uitnodiging van Giezen ook een werk met betrekking tot de Haagse Beek. 
In 1987 werd zijn kunstwerk Bos met Geluidswal bij Franeker gerealiseerd.
In Leiden maakte hij in 1994 het kunstwerk Broei in het Polderpark Cronesteyn. In de Ridderstraat te Nijmegen realiseerde hij tegenover het Valkhof een wandsculptuur bij het cultureel centrum De Lindenberg.
Het laatste grote - en wellicht bekendste - werk dat Giezen realiseerde is ‘Kijk Uit Attention' uit 2005 in het beeldenpark van het Kröller-Müller Museum: een hoge trap van 300 treden die, eenmaal beklommen, vrij uitzicht biedt over een deel van het Nationaal Park De Hoge Veluwe.

## Fotogalerij

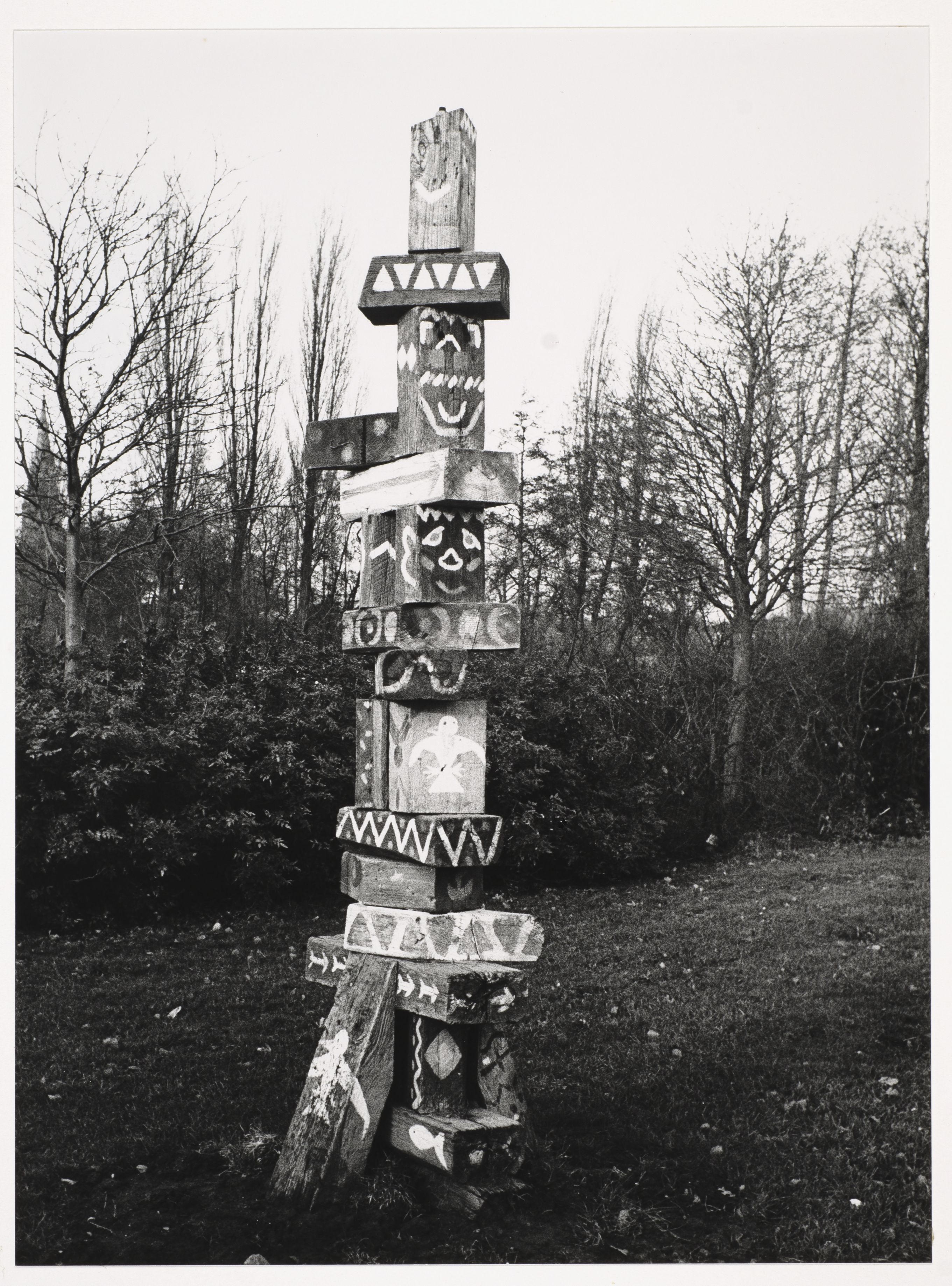
Totempaal (Voorschoten 1969-2015)
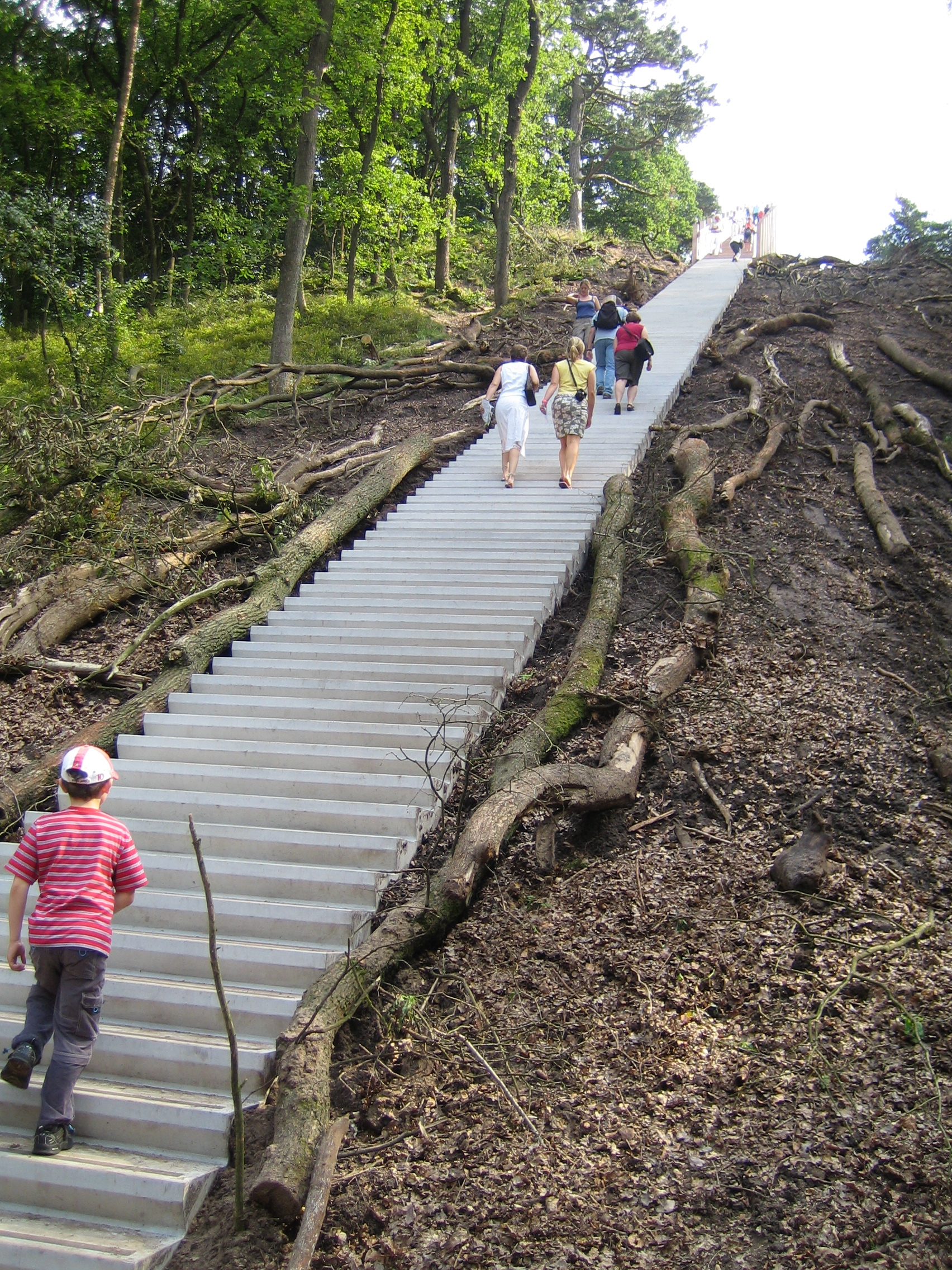
Krijn Giezen, Kijk Uit Attention (1986-2005)
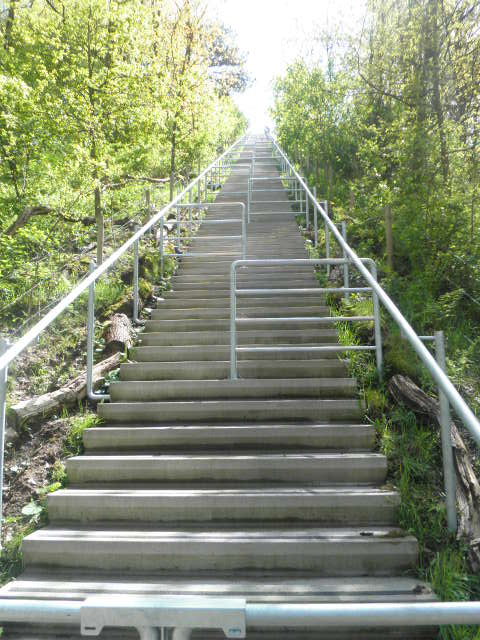
Krijn Giezen, Kijk Uit Attention, Beeldentuin van Kröller-Müller Museum in Otterlo (1986-2005)
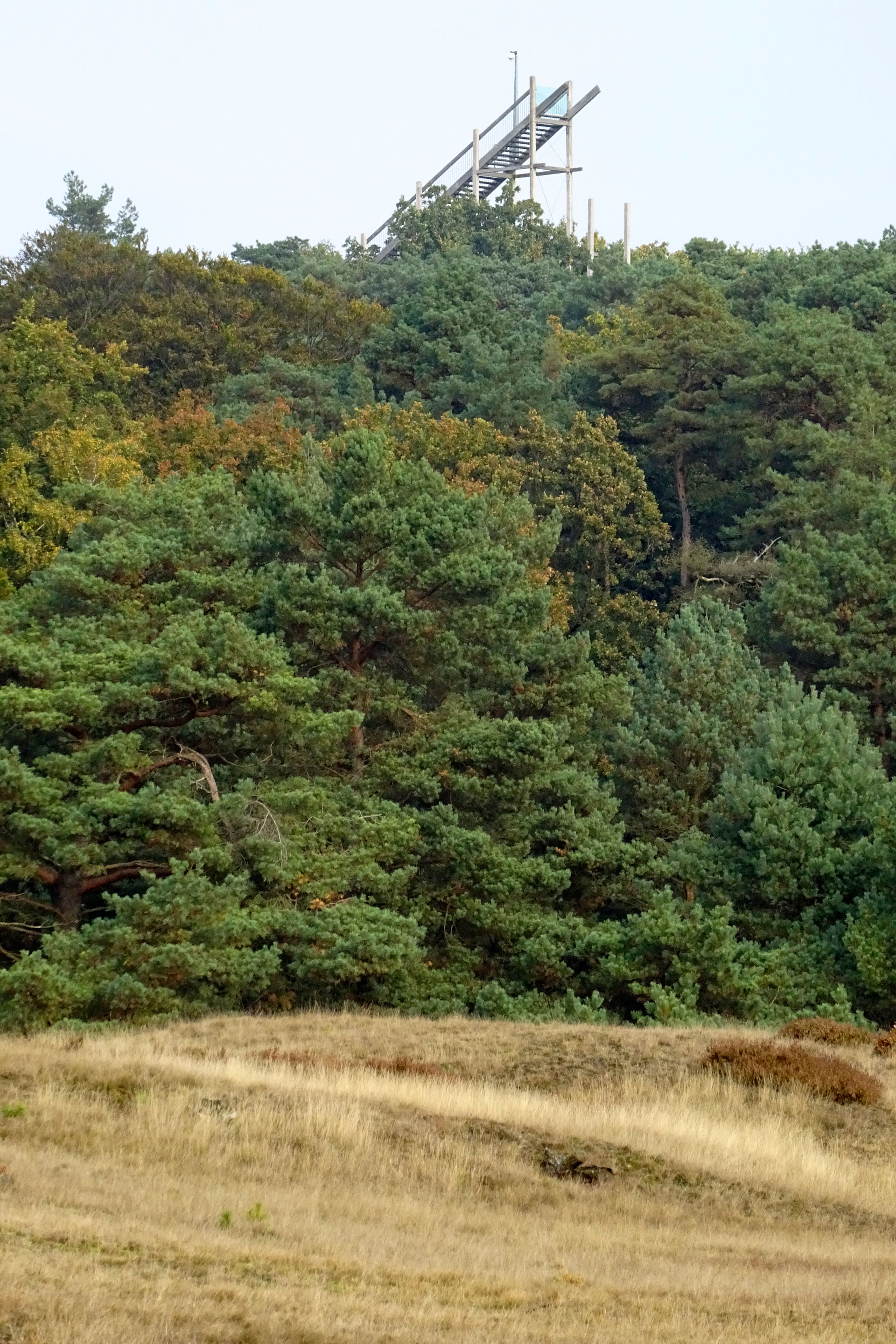
Krijn Giezen, Kijk Uit Attention, Franse Berg en het Pampelse Zand
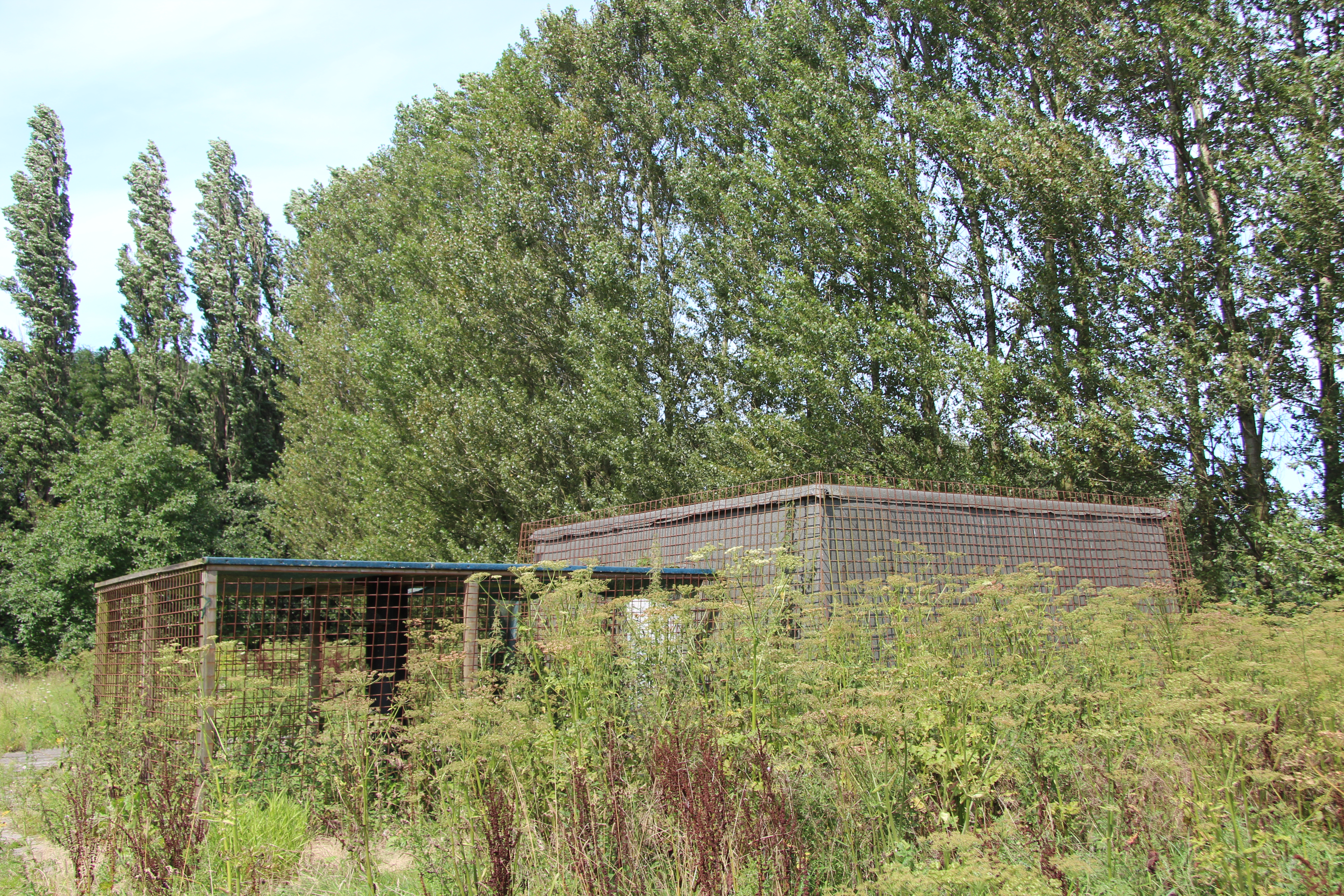
Krijn Giezen, Broei, Park Cronesteyn in Leiden (1994)
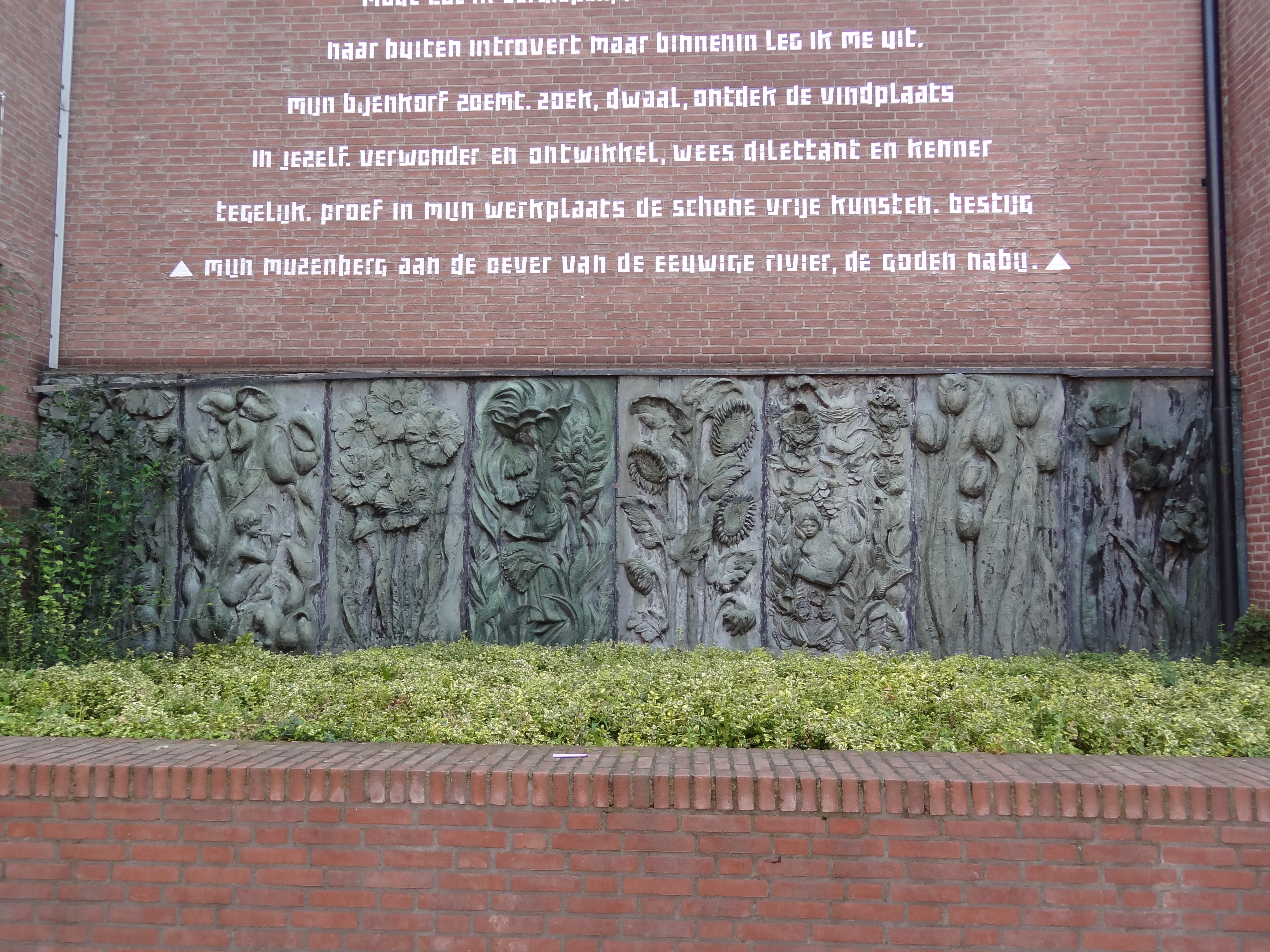
Krijn Giezen, Wandsculptuur bij De Lindenberg in Nijmegen